# Constantin Popescu-Corbu
Constantin Popescu-Corbu  (1893 - 1985) a fost un general român care a luptat în cel de-al Doilea Război Mondial. A fost tatăl adoptiv al scriitorului Vintilă Corbul.
Generalul în rezervă Popescu-Corbu a îndeplinit funcția de prefect al județului Severin (? - 30 august 1944). După Lovitura de stat din 23 august 1944 a fost revocat din funcție.